# Armando Malagodi

Armando Malagodi, Direttore Sanitario del Pio luogo degli Esposti di Ferrara.

Armando Malagodi (Cento, 26 ottobre 1864 – Ferrara, 4 marzo 1947) è stato un medico italiano.

## Biografia
Figlio di Ludgarda Luminasi e di Tommaso fu insigne medico pediatra, laureato all'Università di Bologna il 27 marzo 1891 era fratello del giornalista e deputato giolittiano Olindo Malagodi, di antica famiglia di proprietari terrieri della Bassa padana.
Fu allievo ed assistente del Prof. Augusto Murri e quindi medico condotto ad Alberone, frazione di Cento (Fe), poi, dopo un breve periodo bolognese, per ventisette anni operò e a lungo, fino al 1938, fu Direttore Sanitario del Pio luogo degli Esposti di Ferrara ove sperimentò con successo un metodo che permise la riduzione della mortalità degli assistiti dal 37% al 4,28% . In contrasto con la morale dell'epoca escogitò infatti un discreto sistema per permettere l'allattamento diurno alle madri che avevano dovuto abbandonare i figli, con conseguenti ovvi benefici e con casi di ricongiungimento. Suo successore fu il professor Marino Ortolani.
Fu inoltre componente del Consiglio di sanità del Regno per il triennio 1927/1929. La sua importante opera gli valse il riconoscimento della popolazione e delle autorità sanitarie e nazionali. Sulla sua tomba alla Certosa di Ferrara è scritto "Armando Malagodi Medico dei bambini"